# Openbaar Lichaam Zuidelijke IJsselmeerpolders
L'Openbaar Lichaam Zuidelijke IJsselmeerpolders (OL ZIJP, traducibile in italiano come "ente pubblico del polder dell'IJsselmeer meridionale") è stato un ente pubblico (in olandese openbaar lichaam) dei Paesi Bassi esistito tra il 1955 e il 1996 deputato a gestire i territori polderizzati del Markermeer e del Flevopolder prima dell'istituzione delle municipalità.

## Storia
Istituito il 10 novembre 1955, l'OL ZIJP aveva a capo un amministratore chiamato landdrost. I primi due landdrost dell'ente pubblico, Arie Minderhoud e Will Marie Otto, erano al tempo stesso i direttori del Rijksdienst voor de IJsselmeerpolders (RIJP, Ufficio Nazionale per i polder dell'Ijsselmeer). Al termine di queste amministrazioni, l'OL ZIJP passò sotto la direzione del Ministero per gli affari interni (Ministerie van Binnenlandse Zaken).
L'OL ZIJP perse parti del suo territorio in tre fasi:
- il 1º gennaio 1972 con la creazione della municipalità di Dronten
- il 1º gennaio 1980 con la creazione della municipalità di Lelystad
- il 1º gennaio 1984 con la creazione della municipalità di Almere e Zeewolde

Dopo la creazione delle municipalità di Almere e Zeewolde, l'ente pubblico rimase attivo senza alcun territorio da amministrare, per proseguire la gestione del progettato e non ancora realizzato polder del Markermeer.
Nel 1986 fu istituita la provincia del Flevoland, costituita dai territori delle quattro municipalità costituite nel Flevopolder più quelle di Urk e del Noordoostpolder. La responsabilità dell'ente pubblico per sicurezza e ordine pubblico furono mantenuti sul Markermeer e sulla diga di Houtribdijk nella previsione dell'avvio dei lavori di prosciugamento del polder che si sarebbe dovuto chiamare Markerwaard. Nel 1990, il governo decise di rinunciare alla bonifica del Markermeer. Cinque anni più tardi fu approvata presso la Camera bassa una legge che aboliva l'OL ZIJP. Il Markermeer veniva assegnato alle municipalità di Almere e Lelystad. L'abolizione dell'ente pubblico fu sancito in una riunione tenutasi ad Almere alla presenza dell'allora ministro dell'interno, Hans Dijkstal. L'ente pubblico fu definitivamente abolito il 1º gennaio 1996.